# 本代爾 (密西西比州)
本代爾（英語：Benndale）是位於美國密西西比州喬治縣的普查規定居民點。

## 歷史
本代爾的郵局於1900年設立，其後於1967年停運。

## 人口
根據2020年美國人口普查的數據，本代爾的面積為3.91平方千米，皆為陸地。當地共有人口65人，而人口密度為每平方千米16.62人。